# Роджла-і-Корбера
Роджла-і-Корбера (валенс. Rotglà i Corberà (офіційна назва), ісп. Rotglá y Corbera) — муніципалітет в Іспанії, у складі автономної спільноти Валенсія, у провінції Валенсія. Населення — 1190 осіб (2010).

## Географія
Муніципалітет розташований на відстані близько 310 км на південний схід від Мадрида, 55 км на південь від Валенсії.

## Демографія
Динаміка населення (INE ):

## Галерея зображень

Розташування муніципалітету Роджла-і-Корбера у автономній спільноті Валенсія
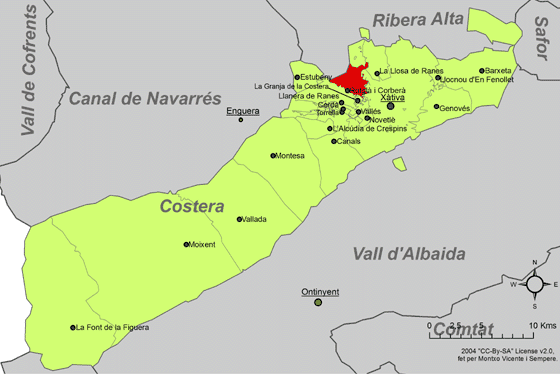
Розташування муніципалітету Роджла-і-Корбера у комарці Ла-Костера